# Ferdinand Bie
Ferdinand Reinhardt Bie (* 16. Februar 1888 in Drammen; † 9. November 1961 in Kristiansund) war ein norwegischer Leichtathlet.
Bei den Olympischen Spielen 1912 in Stockholm wurde Bie Zehnter im Weitsprung mit 6,75 m. Im Zehnkampf gab er auf. 
Im Fünfkampf wurden die Punkte nach Platzierung in den einzelnen Disziplinen vergeben. Der US-Amerikaner Jim Thorpe gewann mit 7 Punkten für vier erste Plätze und einen dritten Platz im Speerwurf. Ferdinand Bie wurde mit 21 Punkten Zweiter. Ein Jahr später wurde Thorpe disqualifiziert, da er gegen Geld Baseball gespielt hatte. Bie wurde, wie Hugo Wieslander im Zehnkampf, 1913 nachträglich zum Olympiasieger erklärt. 
Erst 1982 wurde Jim Thorpe vom IOC rehabilitiert und in beiden Disziplinen postum zum Olympiasieger erklärt. Gleichzeitig wurde festgelegt, dass das sonstige offizielle Ergebnis nicht verändert werden solle. Damit werden im Fünfkampf 1912 Thorpe und Bie beide als Olympiasieger geführt. – Gleichzeitig erklärte sie ihn zum gemeinsamen Olympiasieger mit Ferdinand Bie und Hugo Wieslander (2. im Fünfkampf), wobei beide stets betont hatten, Thorpe sei der einzig wahre Sieger gewesen.